# Campionatul European de Volei Feminin din 2023
Campionatul European de Volei Feminin din 2023 a fost cea de-a treizeci și treia ediție a Campionatului European de Volei organizată de CEV. A fost găzduită de Belgia, Estonia, Germania și Italia din 15 august până pe 3 septembrie 2023.

## Calificări
| Mijloace de calificare        | Calificare    | Mijloace de calificare | Mijloace de calificare | Calificare         |
| ----------------------------- | ------------- | ---------------------- | ---------------------- | ------------------ |
| Țări gazdă                    | Belgia        | Calificare             | Grupa A                | România            |
| Țări gazdă                    | Italia        | Calificare             | Grupa A                | Croația            |
| Țări gazdă                    | Estonia       | Calificare             | Grupa B                | Cehia              |
| Țări gazdă                    | Germania      | Calificare             | Grupa B                | Finlanda           |
| Campionatul European din 2021 | Serbia        | Calificare             | Grupa C                | Ucraina            |
| Campionatul European din 2021 | Turcia        | Calificare             | Grupa C                | Ungaria            |
| Campionatul European din 2021 | Țările de Jos | Calificare             | Grupa D                | Slovenia           |
| Campionatul European din 2021 | Polonia       | Calificare             | Grupa D                | Azerbaidjan        |
| Campionatul European din 2021 | Franța        | Calificare             | Grupa E                | Slovacia           |
| Campionatul European din 2021 | Suedia        | Calificare             | Grupa E                | Spania             |
| Campionatul European din 2021 | Bulgaria      | Calificare             | Grupa F                | Bosnia-Herțegovina |
| Campionatul European din 2021 | Elveția       | Calificare             | Grupa F                | Grecia             |

## Compunerea grupelor
Tragerea la sorți este combinată cu locul din clasament al federațiilor naționale și se realizează după cum urmează:
- Cele 4 organizatoare au fost incluse în grupele preliminare. Belgia în Grupa A, Italia în Grupa B, Germania în Grupa C și Estonia în Grupa D.
- Prima și a doua cele mai bine clasate din ediția anterioară sunt incluse în grupe preliminare diferite.
- Organizatoarele au putut selecta o echipă care să se alăture grupelor lor.
- Conform clasamentului, cele 16 echipe rămase sunt clasificate în ordine descrescătoare într-un număr de grupe egal cu numărul de grupe preliminare.

| Urna 1                               | Urna 2                       | Urna 3                                     | Urna 4                        |
| ------------------------------------ | ---------------------------- | ------------------------------------------ | ----------------------------- |
| Serbia Turcia Țările de Jos Bulgaria | Polonia Croația Cehia Franța | Ucraina Slovacia Bosnia-Herțegovina Suedia | Grecia Spania Ungaria Elveția |

### Tragerea la sorți
Tragerea la sorți a avut loc la 16 noiembrie 2022 la Napoli.
| Grupa A  | Grupa B            | Grupa C     | Grupa D       |
| -------- | ------------------ | ----------- | ------------- |
| Belgia   | Italia             | Germania    | Estonia       |
| Slovenia | România            | Azerbaidjan | Finlanda      |
| Serbia   | Bulgaria           | Turcia      | Țările de Jos |
| Polonia  | Croația            | Cehia       | Franța        |
| Ucraina  | Bosnia-Herțegovina | Suedia      | Slovacia      |
| Ungaria  | Elveția            | Grecia      | Spania        |

## Arene
| Gent (Grupa A)                                          | Gent (Grupa A)                       | Bruxelles (Runda eliminatorie) | Bruxelles (Runda eliminatorie) | Tallinn (Grupa D)               | Tallinn (Grupa D)               | Düsseldorf (Grupa C)          | Düsseldorf (Grupa C)          |
| ------------------------------------------------------- | ------------------------------------ | ------------------------------ | ------------------------------ | ------------------------------- | ------------------------------- | ----------------------------- | ----------------------------- |
| Flanders Sports Arena                                   | Flanders Sports Arena                | Palais 12                      | Palais 12                      | Unibet Arena                    | Unibet Arena                    | Burg-Wächter Castello         | Burg-Wächter Castello         |
| Capacitate: 4.500                                       | Capacitate: 4.500                    | Capacitate: 8.600              | Capacitate: 8.600              | Capacitate: 4.900               | Capacitate: 4.900               | Capacitate: 3.163             | Capacitate: 3.163             |
|                                                         |                                      |                                |                                |                                 |                                 |                               |                               |
| GentBruxellesTallinnDüsseldorfVeronaMonzaTorinoFlorența |                                      |                                |                                |                                 |                                 |                               |                               |
| Verona (Grupa B) (doar pe 15 august)                    | Verona (Grupa B) (doar pe 15 august) | Monza (Grupa B) (16-19 august) | Monza (Grupa B) (16-19 august) | Torino (Grupa B) (21-23 august) | Torino (Grupa B) (21-23 august) | Florența (Optimi și Sferturi) | Florența (Optimi și Sferturi) |
| Verona Arena                                            | Verona Arena                         | Monza Arena                    | Monza Arena                    | PalaRuffini                     | PalaRuffini                     | Palazzo Wanny                 | Palazzo Wanny                 |
| Capacitate: 10.000                                      | Capacitate: 10.000                   | Capacitate: 6.000              | Capacitate: 6.000              | Capacitate: 6.000               | Capacitate: 6.000               | Capacitate: 6.000             | Capacitate: 6.000             |
|                                                         |                                      |                                |                                |                                 |                                 |                               |                               |

## Reguli de clasare
1. Numărul de meciuri câștigate
2. Numărul de puncte
3. Raport seturi
4. Raport puncte
5. Dacă egalitatea persistă conform raportului de puncte dintre două echipe, prioritatea va fi acordată echipei care a câștigat meciul direct. Dacă raportul de puncte este în continuare egal între trei sau mai multe echipe, se realizează un nou clasament între aceste echipe luându-se în considerare primele patru criterii pe baza meciurilor directe.

Pentru un meci câștigat cu 3-0 sau 3-1: se acordă 3 puncte pentru echipa câștigătoare și 0 puncte pentru echipa învinsă.
Pentru un meci câștigat cu 3-2: se acordă 2 puncte pentru echipa câștigătoare și 1 punct pentru echipa învinsă.

## Faza preliminară
| Calificare pentru optimile de finală |

### Grupa A
| L | Echipa   | M | V | Î | P  | SC | SP | Ratio 1 | PÎ  | PP  | Ratio 2 |
| - | -------- | - | - | - | -- | -- | -- | ------- | --- | --- | ------- |
| 1 | Serbia   | 5 | 5 | 0 | 15 | 15 | 2  | 7,500   | 318 | 219 | 1,452   |
| 2 | Polonia  | 5 | 4 | 1 | 12 | 13 | 5  | 2,600   | 422 | 362 | 1,166   |
| 3 | Ucraina  | 5 | 3 | 2 | 9  | 10 | 7  | 1,429   | 371 | 383 | 0,969   |
| 4 | Belgia   | 5 | 2 | 3 | 6  | 6  | 10 | 0,600   | 355 | 370 | 0,959   |
| 5 | Slovenia | 5 | 1 | 4 | 3  | 5  | 12 | 0,417   | 357 | 403 | 0,886   |
| 6 | Ungaria  | 5 | 0 | 5 | 0  | 2  | 12 | 0,133   | 236 | 322 | 0,733   |

Legendă:
M= meciuri jucate, V=victorii, Î=înfrângeri, P=puncte, SC=seturi câștigate, SP=seturi pierdute, PM=puncte marcate, PP=puncte încasate

### Grupa B
| L | Echipa             | M | V | Î | P  | SC | SP | Ratio 1 | PÎ  | PP  | Ratio 2 |
| - | ------------------ | - | - | - | -- | -- | -- | ------- | --- | --- | ------- |
| 1 | Italia             | 5 | 5 | 0 | 15 | 15 | 0  | MAX     | 375 | 261 | 1,437   |
| 2 | Bulgaria           | 5 | 4 | 1 | 11 | 12 | 8  | 1,500   | 440 | 424 | 1,038   |
| 3 | România            | 5 | 2 | 3 | 7  | 10 | 12 | 0,833   | 458 | 478 | 0,958   |
| 4 | Elveția            | 5 | 2 | 3 | 6  | 9  | 12 | 0,750   | 417 | 472 | 0,883   |
| 5 | Bosnia-Herțegovina | 5 | 2 | 3 | 5  | 9  | 13 | 0,692   | 456 | 463 | 0,985   |
| 6 | Croația            | 5 | 0 | 5 | 1  | 5  | 15 | 0,333   | 420 | 468 | 0,897   |

Legendă:
M= meciuri jucate, V=victorii, Î=înfrângeri, P=puncte, SC=seturi câștigate, SP=seturi pierdute, PM=puncte marcate, PP=puncte încasate

### Grupa C
| L | Echipa      | M | V | Î | P  | SC | SP | Ratio 1 | PÎ  | PP  | Ratio 2 |
| - | ----------- | - | - | - | -- | -- | -- | ------- | --- | --- | ------- |
| 1 | Turcia      | 5 | 5 | 0 | 15 | 15 | 1  | 15,000  | 402 | 304 | 1,322   |
| 2 | Cehia       | 5 | 3 | 2 | 8  | 10 | 8  | 1,250   | 395 | 405 | 0,975   |
| 3 | Germania    | 5 | 2 | 3 | 7  | 9  | 10 | 0,900   | 414 | 421 | 0,983   |
| 4 | Suedia      | 5 | 2 | 3 | 6  | 7  | 11 | 0,636   | 393 | 404 | 0,973   |
| 5 | Azerbaidjan | 5 | 2 | 3 | 5  | 8  | 11 | 0,727   | 383 | 403 | 0,950   |
| 6 | Grecia      | 5 | 1 | 4 | 4  | 5  | 13 | 0,385   | 392 | 443 | 0,885   |

Legendă:
M= meciuri jucate, V=victorii, Î=înfrângeri, P=puncte, SC=seturi câștigate, SP=seturi pierdute, PM=puncte marcate, PP=puncte încasate

### Grupa D
| L | Echipa        | M | V | Î | P  | SC | SP | Ratio 1 | PÎ  | PP  | Ratio 2 |
| - | ------------- | - | - | - | -- | -- | -- | ------- | --- | --- | ------- |
| 1 | Țările de Jos | 5 | 5 | 0 | 15 | 15 | 1  | 15,000  | 401 | 326 | 1,230   |
| 2 | Franța        | 5 | 4 | 1 | 11 | 13 | 5  | 2,600   | 432 | 352 | 1,227   |
| 3 | Slovacia      | 5 | 3 | 2 | 9  | 9  | 7  | 1,286   | 361 | 346 | 1,043   |
| 4 | Spania        | 5 | 2 | 3 | 7  | 8  | 11 | 0,727   | 410 | 435 | 0,943   |
| 5 | Finlanda      | 5 | 1 | 4 | 2  | 4  | 14 | 0,286   | 373 | 429 | 0,869   |
| 6 | Estonia       | 5 | 0 | 5 | 1  | 4  | 15 | 0,267   | 363 | 452 | 0,803   |

Legendă:
M= meciuri jucate, V=victorii, Î=înfrângeri, P=puncte, SC=seturi câștigate, SP=seturi pierdute, PM=puncte marcate, PP=puncte încasate

## Runda eliminatorie
|  | Optimi de finală    | Optimi de finală    |                        |   | Sferturi de finală  | Sferturi de finală |                        |                        | Semifinale | Semifinale |  |  | Finala | Finala |
|  |                     |                     |                        |   |                     |                    |                        |                        |            |            |  |  |        |        |
|  | 26 august–Florența  |                     |                        |   |                     |                    |                        |                        |            |            |  |  |        |        |
|  |                     |                     |                        |   |                     |                    |                        |                        |            |            |  |  |        |        |
|  | Italia              | 3                   |                        |   |                     |                    |                        |                        |            |            |  |  |        |        |
|  | Italia              | 3                   | 29 august–Florența     |   |                     |                    |                        |                        |            |            |  |  |        |        |
|  | Spania              | 0                   |                        |   |                     |                    |                        |                        |            |            |  |  |        |        |
|  | Spania              | 0                   | Italia                 | 3 |                     |                    |                        |                        |            |            |  |  |        |        |
|  | 26 august–Florența  |                     | Italia                 | 3 |                     |                    |                        |                        |            |            |  |  |        |        |
|  |                     | Franța              |                        |   |                     |                    |                        |                        |            |            |  |  |        |        |
|  | Franța              | 3                   |                        |   |                     |                    |                        |                        |            |            |  |  |        |        |
|  | Franța              | 3                   | 1 septembrie–Bruxelles |   |                     |                    |                        |                        |            |            |  |  |        |        |
|  | România             | 1                   |                        |   |                     |                    |                        |                        |            |            |  |  |        |        |
|  | România             | 1                   | Italia                 | 2 |                     |                    |                        |                        |            |            |  |  |        |        |
|  | 27 august–Bruxelles |                     | Italia                 | 2 |                     |                    |                        |                        |            |            |  |  |        |        |
|  |                     | Turcia              | 3                      |   |                     |                    |                        |                        |            |            |  |  |        |        |
|  | Turcia              | Turcia              | 3                      | 3 |                     |                    |                        |                        |            |            |  |  |        |        |
|  | Turcia              | 30 august–Bruxelles |                        | 3 |                     |                    |                        |                        |            |            |  |  |        |        |
|  | Belgia              | 1                   |                        |   |                     |                    |                        |                        |            |            |  |  |        |        |
|  | Belgia              | 1                   | Turcia                 | 3 |                     |                    |                        |                        |            |            |  |  |        |        |
|  | 27 august–Bruxelles |                     | Turcia                 | 3 |                     |                    |                        |                        |            |            |  |  |        |        |
|  |                     | Polonia             | 0                      |   |                     |                    |                        |                        |            |            |  |  |        |        |
|  | Polonia             | Polonia             | 0                      | 3 |                     |                    |                        |                        |            |            |  |  |        |        |
|  | Polonia             |                     | 3 septembrie–Bruxelles | 3 |                     |                    |                        |                        |            |            |  |  |        |        |
|  | Germania            | 0                   |                        |   |                     |                    |                        |                        |            |            |  |  |        |        |
|  | Germania            | 0                   | Turcia                 | 3 |                     |                    |                        |                        |            |            |  |  |        |        |
|  | 27 august–Florența  |                     | Turcia                 | 3 |                     |                    |                        |                        |            |            |  |  |        |        |
|  |                     | Serbia              | 2                      |   |                     |                    |                        |                        |            |            |  |  |        |        |
|  | Țările de Jos       | Serbia              | 2                      | 3 |                     |                    |                        |                        |            |            |  |  |        |        |
|  | Țările de Jos       | 29 august–Florența  |                        | 3 |                     |                    |                        |                        |            |            |  |  |        |        |
|  | Elveția             | 0                   |                        |   |                     |                    |                        |                        |            |            |  |  |        |        |
|  | Elveția             | 0                   | Țările de Jos          | 3 |                     |                    |                        |                        |            |            |  |  |        |        |
|  | 27 august–Florența  |                     | Țările de Jos          | 3 |                     |                    |                        |                        |            |            |  |  |        |        |
|  |                     | Bulgaria            | 0                      |   |                     |                    |                        |                        |            |            |  |  |        |        |
|  | Bulgaria            | Bulgaria            | 0                      | 3 |                     |                    |                        |                        |            |            |  |  |        |        |
|  | Bulgaria            |                     | 1 septembrie–Bruxelles | 3 |                     |                    |                        |                        |            |            |  |  |        |        |
|  | Slovacia            | 2                   |                        |   |                     |                    |                        |                        |            |            |  |  |        |        |
|  | Slovacia            | 2                   | Țările de Jos          | 1 |                     |                    |                        |                        |            |            |  |  |        |        |
|  | 27 august–Bruxelles |                     | Țările de Jos          | 1 |                     |                    |                        |                        |            |            |  |  |        |        |
|  |                     | Serbia              | 3                      |   | Finala mică         | Finala mică        |                        |                        |            |            |  |  |        |        |
|  | Serbia              | Serbia              | 3                      | 3 | Finala mică         | Finala mică        |                        |                        |            |            |  |  |        |        |
|  | Serbia              | 30 august–Bruxelles | 30 august–Bruxelles    | 3 |                     |                    | 3 septembrie–Bruxelles | 3 septembrie–Bruxelles |            |            |  |  |        |        |
|  | Suedia              | 30 august–Bruxelles | 30 august–Bruxelles    |   |                     |                    | 3 septembrie–Bruxelles | 3 septembrie–Bruxelles |            |            |  |  |        |        |
|  | Serbia              | 3                   | Italia                 | 0 |                     |                    |                        |                        |            |            |  |  |        |        |
|  | Serbia              | 3                   | Italia                 | 0 | 27 august–Bruxelles |                    |                        |                        |            |            |  |  |        |        |
|  |                     | Cehia               | 1                      |   | Țările de Jos       | 3                  |                        |                        |            |            |  |  |        |        |
|  | Cehia               | Cehia               | 1                      | 3 | Țările de Jos       | 3                  |                        |                        |            |            |  |  |        |        |
|  | Cehia               |                     |                        | 3 |                     |                    |                        |                        |            |            |  |  |        |        |
|  | Ucraina             | 2                   |                        |   |                     |                    |                        |                        |            |            |  |  |        |        |
|  | Ucraina             | 2                   |                        |   |                     |                    |                        |                        |            |            |  |  |        |        |